# Tres Hombres
Az 1973-as Tres Hombres (spanyolul „három férfi”) a ZZ Top harmadik nagylemeze. Ezen az albumon dolgoztak először együtt Terry Manning hangmérnökkel, ami egy sikeres együttműködést eredményezett: a lemez meghozta az együttes számára a kereskedelmi áttörést. A Tres Hombres Top 10-es album lett (8. hely a Billboard 200 listán), míg a La Grange a 41. helyig jutott a kislemezlistán.
2003-ban 498. lett a Rolling Stone magazin Minden idők 500 legjobb albuma listáján. Szerepel az 1001 lemez, amit hallanod kell, mielőtt meghalsz című könyvben.
A ZZ Top sikerének csúcsán jelent meg az 1980-as évek elején egy digitálisan felújított CD-kiadás. A kiadvány megosztotta a rajongókat, mivel a hangszerek hangja kicsit eltorzult, főleg a dobé. 20 éven keresztül minden kiadás ezen a változaton alapult, csak 2006. február 28-án jelent meg egy felújított és bővített kiadás, amely az eredeti 1973-as keverést használta fel.

## Az album dalai
| 1. | Waitin' for the Bus          | Billy Gibbons, Dusty Hill  | 2:59 |
| 2. | Jesus Just Left Chicago      | Gibbons, Hill, Frank Beard | 3:30 |
| 3. | Beer Drinkers & Hell Raisers | Gibbons, Hill, Beard       | 3:23 |
| 4. | Master of Sparks             | Gibbons                    | 3:33 |
| 5. | Hot, Blue and Righteous      | Gibbons                    | 3:14 |

| 1. | Move Me on Down the Line | Gibbons, Hill        | 2:32 |
| 2. | Precious and Grace       | Gibbons, Hill, Beard | 3:09 |
| 3. | La Grange                | Gibbons, Hill, Beard | 3:52 |
| 4. | Shiek                    | Gibbons, Hill        | 4:05 |
| 5. | Have You Heard?          | Gibbons, Hill        |      |

| 1. | Waitin' for the Bus (koncertfelvétel)     | Gibbons, Hill        | 2:42 |
| 2. | Jesus Just Left Chicago (koncertfelvétel) | Gibbons, Hill, Beard | 4:03 |
| 3. | La Grange (koncertfelvétel)               | Gibbons, Hill, Beard | 4:44 |

## Közreműködők
- Billy Gibbons – gitár, ének
- Dusty Hill – basszusgitár, billentyűk, ének
- Frank Beard – dob, ütőhangszerek

### Produkció
- Bill Ham – producer
- Terry Manning, Robin Brians – hangmérnök
- Bill Narum – albumborító
- Galen Scott – fényképek

## Fordítás
Ez a szócikk részben vagy egészben a Tres Hombres című angol Wikipédia-szócikk ezen változatának fordításán alapul.  Az eredeti cikk szerkesztőit annak laptörténete sorolja fel. Ez a jelzés csupán a megfogalmazás eredetét és a szerzői jogokat jelzi, nem szolgál a cikkben szereplő információk forrásmegjelöléseként.